# Chiesa dell'Assunzione di Maria Vergine (Neviano degli Arduini, Provazzano)
La chiesa dell'Assunzione di Maria Vergine è un luogo di culto cattolico dalle forme rinascimentali, situato in strada Santa Maria a Provazzano, frazione di Neviano degli Arduini, in provincia e diocesi di Parma; è sede di una parrocchia compresa nella zona pastorale della Montagna.

## Storia
Il luogo di culto originario fu edificato in epoca medievale; la più antica testimonianza della sua esistenza risale all'11 marzo 1144, quando l'Ecclesiam de Provinciano fu menzionata nell'atto di donazione di numerosi territori, compresa Provazzano, all'abbazia di San Giovanni Evangelista di Parma da parte del papa Lucio II. Due anni dopo il papa Eugenio III emanò un privilegio per confermare l'atto del suo predecessore.
Nel 1230 l'Ecclesia Sancte Marie de Provezano fu citata nel Capitulum seu Rotulus Decimarum della diocesi di Parma tra le dipendenze dell'abbazia di San Giovanni, pur trovandosi all'interno del territorio amministrato dalla pieve di Bazzano.
Nel 1564 la chiesa fu elevata a sede parrocchiale autonoma.
Nella seconda metà del XVII secolo il tempio medievale fu danneggiato da una falda acquifera sotterranea, che ne minacciò il crollo; l'edificio fu quindi demolito e fu adibita a parrocchiale la vicina cappella eretta in precedenza dai conti Bovi, feudatari di Provazzano, che la fecero notevolmente ampliare in senso longitudinale, trasformando il piccolo tempio nel presbiterio del nuovo edificio.
Nel 1832 un forte terremoto interessò la zona, provocando alcune crepe al luogo di culto, che nei tre anni seguenti fu restaurato; nello stesso periodo fu inoltre eretta la torre campanaria adiacente e fu probabilmente realizzata la facciata neoclassica.
Nel 1870 la chiesa fu interessata da lavori di ristrutturazione, col rifacimento degli intonaci, del tetto e delle volte.
Il 7 settembre 1920 un devastante terremoto causò alcuni danni al luogo di culto, che successivamente fu risistemato nelle coperture.
Nel 1936 furono eseguiti alcuni lavori negli interni, modificando la zona del presbiterio. Intorno al 1950 l'intero edificio fu restaurato.
Nel 1983 una violenta scossa tellurica provocò nuove lesioni all'edificio, che l'anno seguente fu consolidato strutturalmente.
Il 23 dicembre 2008 un forte terremoto colpì ancora il territorio e danneggiò il tempio; tra il 2009 e il 2011 furono eseguiti interventi di restauro e miglioramento sismico della struttura.

## Descrizione

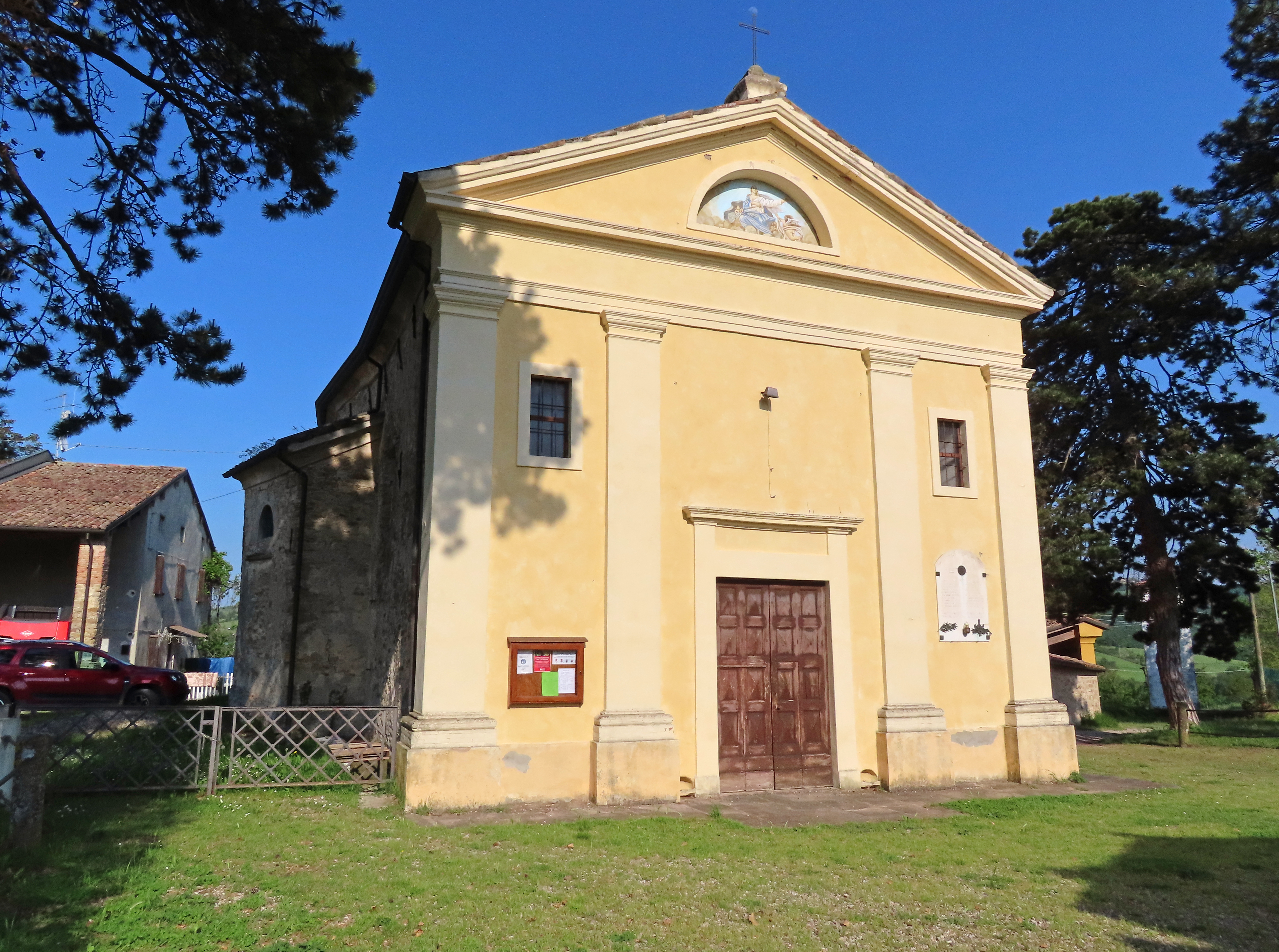
Facciata e lato nord

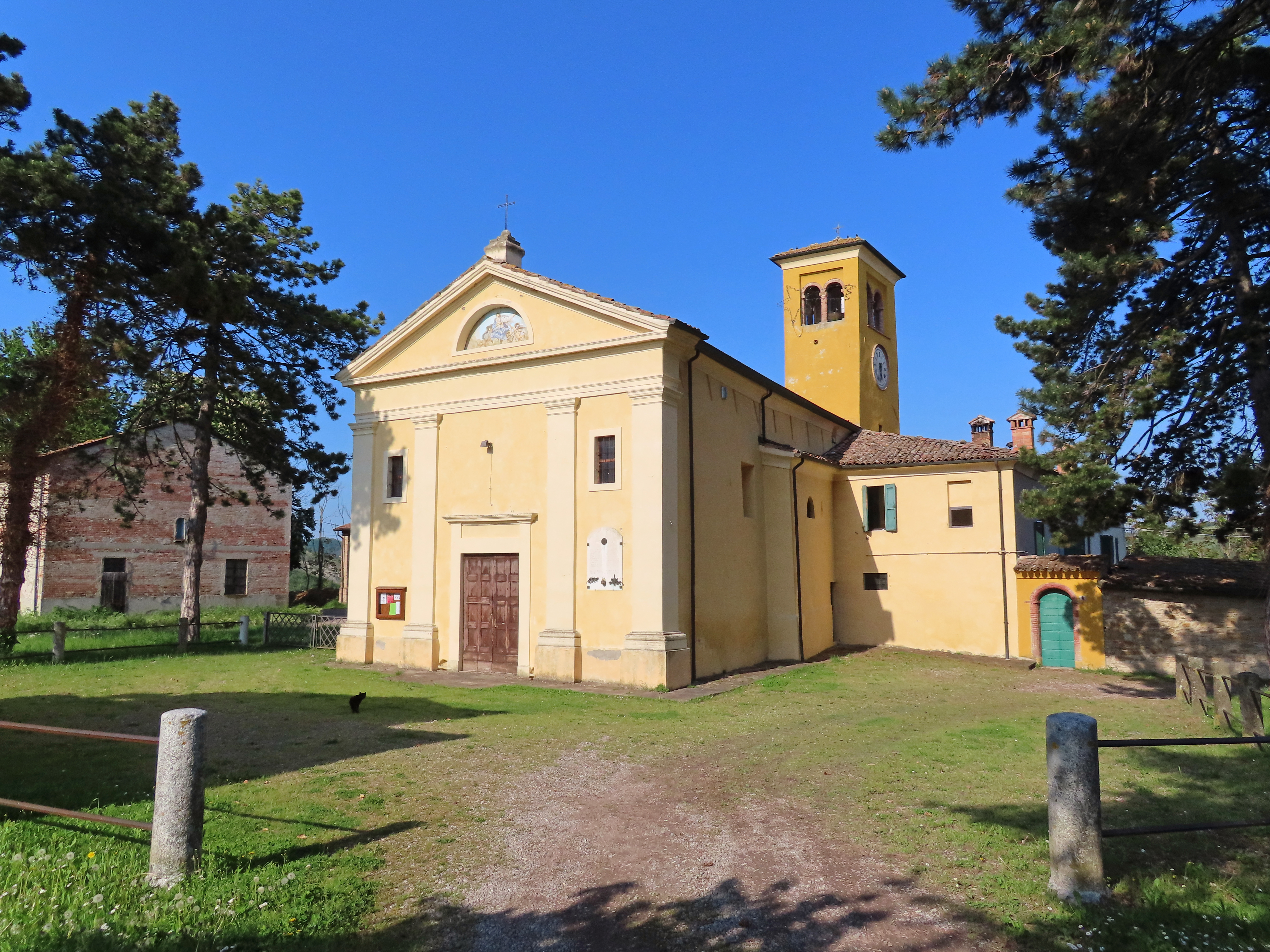
Facciata e lato sud

La chiesa si sviluppa su un impianto a navata unica affiancata da due cappelle per lato, con ingresso a ovest e presbiterio a est.
La simmetrica facciata a capanna, interamente intonacata come il resto dell'edificio, è tripartita verticalmente da quattro lesene doriche; al centro è collocato l'ampio portale d'ingresso, delimitato da una cornice e sormontato da un architrave in rilievo; ai lati si aprono in sommità due finestre rettangolari incorniciate; a coronamento si staglia un grande frontone triangolare, contenente nel mezzo una nicchia ad arco a tutto sesto, dipinta con l'Assunzione della Madonna.
Dai lati aggettano i volumi delle cappelle; sul fondo, sulla destra, inglobato nella canonica, si erge il campanile, la cui cella campanaria si affaccia sulle quattro fronti attraverso bifore scandite da colonnine in mattoni; una delle campane, rifusa nel 1702, riporta incisa la data 1201.
All'interno la navata, coperta da un soffitto piano a travetti lignei, è scandita lateralmente da una serie di lesene, a sostegno del cornicione perimetrale in aggetto.
Il presbiterio, lievemente sopraelevato, è preceduto dall'arco trionfale a tutto sesto; il lungo ambiente, coronato da una volta a botte, accoglie l'altare maggiore ligneo a mensa, aggiunto tra il 1970 e il 1980.
La chiesa conserva alcune opere di pregio, tra cui i dipinti seicenteschi raffiguranti Sant'Antonio abate, altro santo e un personaggio di casa Bovi, la Madonna col Bambino e i santi Sebastiano e Rocco, Santa Lucia e Sant'Agata e una credenza risalente alla seconda metà del XVII secolo.

### Cappella dell'Assunzione di Maria Vergine

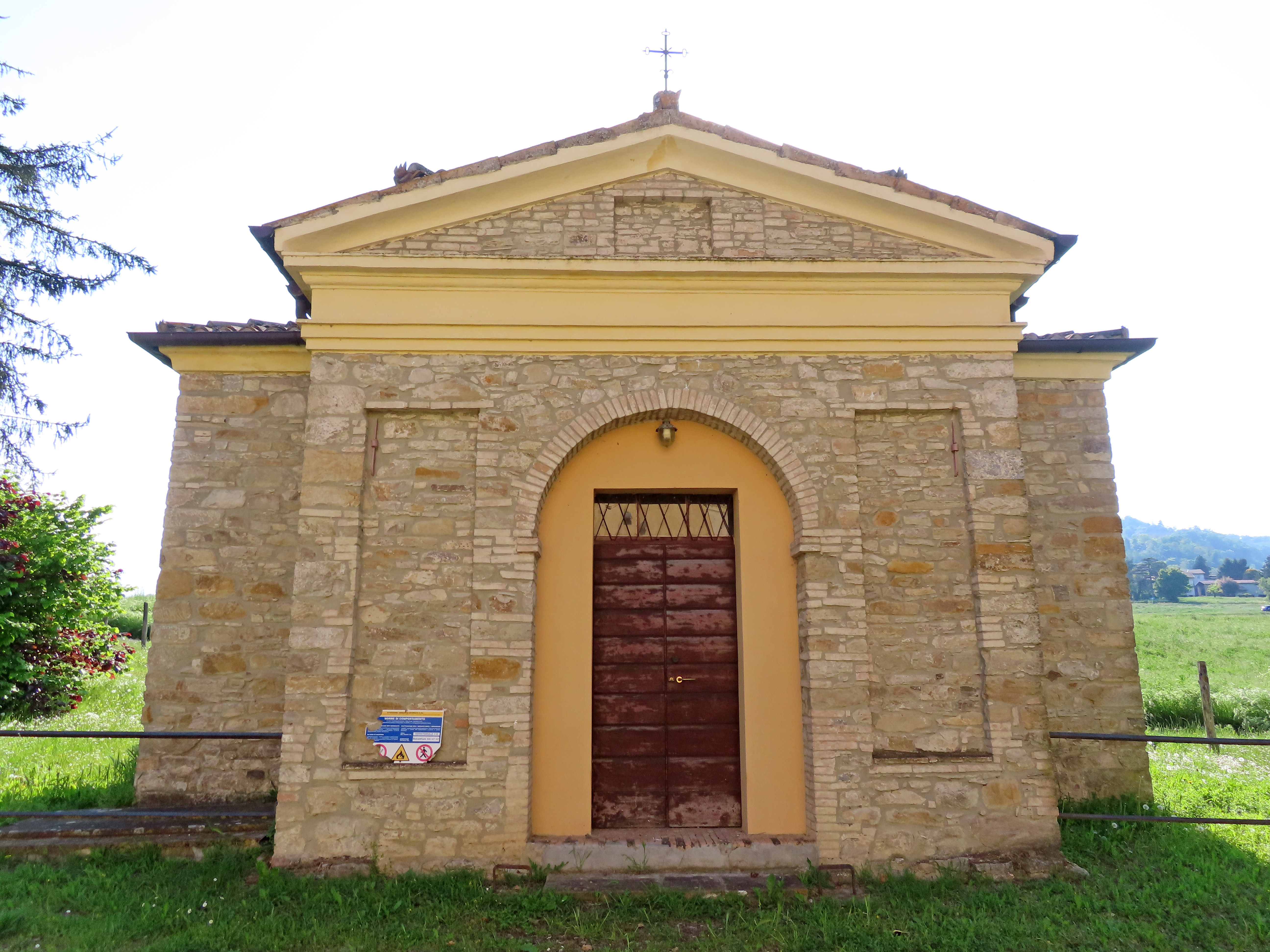
Facciata della cappella dell'Assunzione di Maria Vergine

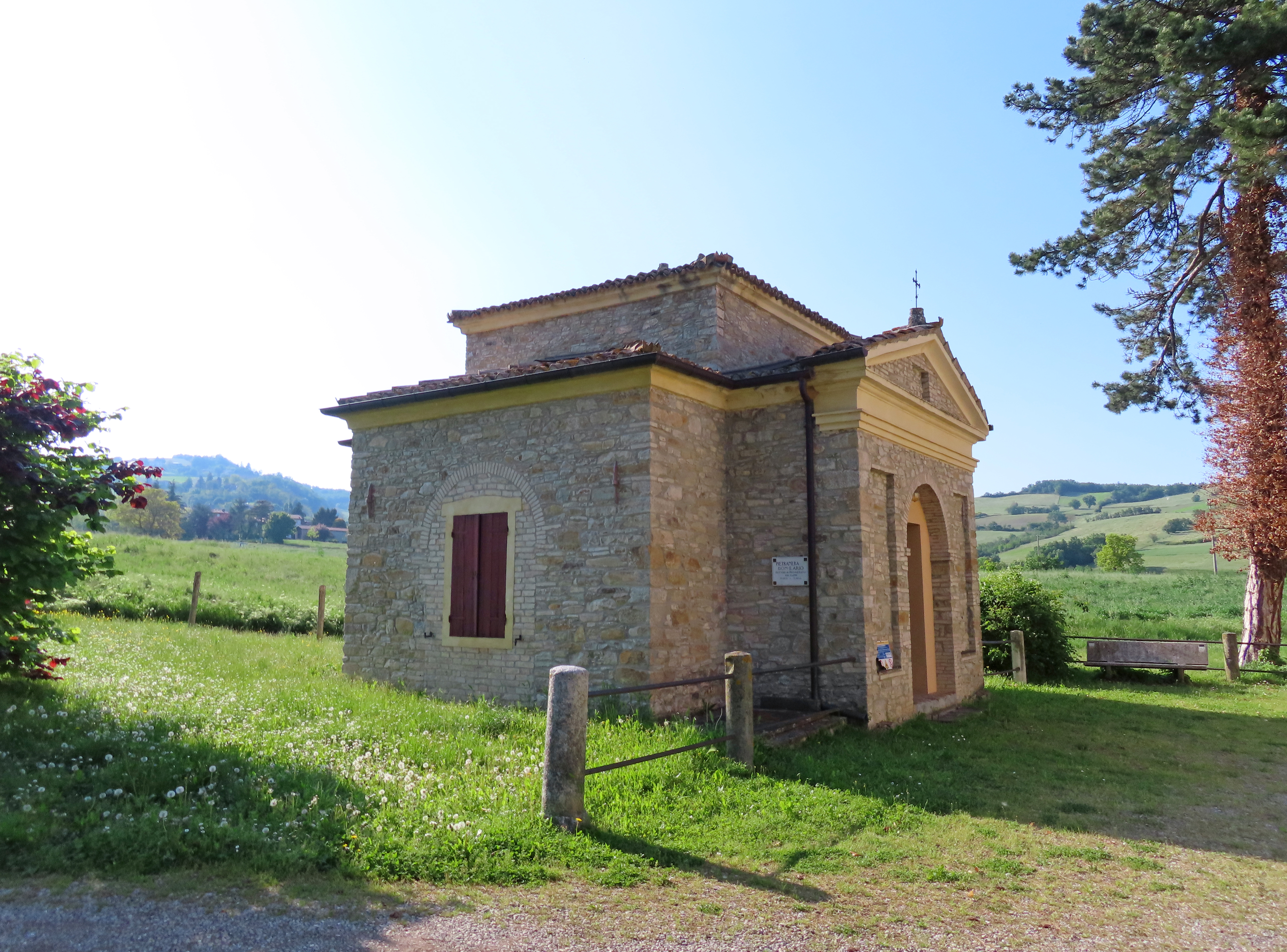
Facciata e lato sud della cappella dell'Assunzione di Maria Vergine

Di fronte al tempio, sul lato opposto del sagrato, si erge la cappella neoclassica dell'Assunzione di Maria Vergine, eretta nel XVIII secolo allo scopo di accogliere le sepolture della chiesa e restaurata nel XXI secolo.
La cappella si sviluppa su una pianta centrale a croce greca.
La simmetrica facciata a capanna, rivestita in pietra come il resto dell'edificio, presenta nel mezzo un'ampia nicchia ad arco a tutto sesto, al cui interno si apre il portale d'ingresso; ai lati si trovano due specchiature rettangolari; a coronamento si staglia un frontone triangolare con cornice intonacata in rilievo.
Dai fianchi aggettano i volumi delle due cappelle.
All'interno l'aula, coperta da una volta a botte, presenta quattro paraste doriche sugli spigoli, a sostegno delle ampie arcate a tutto sesto delle cappelle e del presbiterio; quest'ultimo, lievemente sopraelevato, accoglie l'altare maggiore ligneo a mensa, aggiunto intorno al 1980.
La cappella accoglie un dipinto raffigurante l'Assunta, eseguito nella prima metà del XVII secolo.